# قرة حسنلو خواجة باشا
قرة حسنلو خواجة باشا هي قرية في مقاطعة أرومية، إيران. عدد سكان هذه القرية هو 220 في سنة 2006.